# Edmond Enoka
Edmond Enoka (né le 7 décembre 1955 à Douala au Cameroun français) est un joueur de football international camerounais, qui évoluait au poste de défenseur.

## Biographie

### Carrière en sélection
Avec l'équipe du Cameroun, il figure notamment dans le groupe des sélectionnés lors de la Coupe du monde de 1982.
Il participe également à la Coupe d'Afrique des nations de 1984.